# Sferics
Sferics (kurz für englisch atmospheric; bisweilen auch atmosphärische Impulsstrahlung oder AIS) ist das impulshafte Auftreten elektromagnetischer Wellen natürlichen Ursprungs innerhalb der Erdatmosphäre.
Entdeckt wurden die Sferics zu Beginn des 20. Jahrhunderts, als man die Ursache von Störungen – Knistern und Knacken – in Radioempfängern untersuchte.
Jedoch erst zu Beginn der 1980er Jahre wurde eine gezielte Untersuchung der Sferics und ihrer Wirkungen durch Hans Baumer, Josef Eichmeier und Walter Sönning unternommen.
Zum Empfang und zur Analyse der Sferics werden Ferritstabantennen verwendet.

## Eigenschaften
Sferics sind sehr kurz dauernde, oft nur aus wenigen Schwingungen bestehende Wellenpakete, die durch Ladungsverschiebungen/-wanderungen in der Troposphäre entstehen.
Es handelt sich um sogenannte gedämpfte Schwingungen.
Die Frequenzen liegen zwischen 3 und 100 kHz, die Amplituden beim bis zu 1000fachen normaler Radiostrahlung, wobei noch zwischen vertikal und horizontal polarisierter Strahlung unterschieden werden muss.
Die Impulsfolgefrequenz liegt bei maximal 150 Hz, die typische Impulsdauer zwischen 35 und 250 μs.
Hauptquellen für Sferics sind Gewitter, deren Blitzaktivitäten elektromagnetische Felder erzeugen, sowie luftelektrische Schwankungen, die durch die Bewegung und Reibung großer Luftmassen ausgelöst werden.
Da es sich bei den verursachenden Blitzen oft um nicht sichtbare Dunkelfeldentladungen handelt, werden die Sferics fälschlicherweise oft auch als Dunkelblitze bezeichnet.
Auch Tornados sind als Erzeuger von Sferics bekannt.

## Unterteilung

### Wettersferics
Als Wettersferics wird das ortsnahe Auftreten von elektromagnetischen Wellen bezeichnet, bei denen eine direkte Verbindung mit dem aktuellen Wettergeschehen besteht.
Die Reichweite der Impulse sichtbarer Blitze – so genannte Blitzsferics – beträgt maximal einige hundert Kilometer.
Die Sferics der Dunkelfeldentladungen können sich über mehr als 1000 km ausbreiten.
Sie entstehen z. B. durch Reibung von Luftmassen.

### Geophysikalische Sferics
Es handelt sich bei den geophysikalischen Sferics um natürliche elektromagnetische Wellen, die bis zum Empfangsort eine sehr weite Strecke zurücklegen und als Whistler bezeichnet werden.
Meist liegt der Ursprung in Blitzen, auch wenn sie durch die zurückgelegte Strecke keinen speziellen Wetterereignissen zugeordnet werden können.
Charakteristisch für diese sphärischen Erscheinungen ist eine Auffächerung der verschiedenen Frequenzanteile durch unterschiedliche Signallaufzeiten. Dieser Effekt wird Dispersion genannt.

### Schumann-Resonanzen
Der Raum zwischen der Erde und der Ionosphäre kann als Hohlraumresonator fungieren.
Schumann-Resonanzen heißen diejenigen Frequenzen, bei denen die Wellenlänge einer elektromagnetischen Schwingung in dem Hohlleiter zwischen Erdoberfläche und Ionosphäre ein ganzzahliger Teil U/n des Erdumfangs U ist.
Bei der Anregung mit elektromagnetischen Schwingungen solcher Frequenzen entstehen stehende Wellen, die so genannten Schumann-Wellen.
Die Energie für die niederfrequente Anregung stammt aus der weltweiten Gewittertätigkeit.
Die Grundwelle der Schumann-Resonanz liegt bei 7,8 Hz, dazu kommen noch verschiedene Oberwellen zwischen 14 und 45 Hz.
Aufgrund atmosphärischer Turbulenzen treten Schwankungsbreiten dieser Werte auf.
Die Schumann-Resonanzen wurden 1955 von dem Physiker Winfried Otto Schumann an der TU München nachgewiesen.

## Wirkungen

### Meteorologische Bedeutung
Die Aktivitäten von Sferics werden in der Meteorologie zur Wettervorhersage herangezogen.
„Wesentlich ist, dass sie nicht erst in voll entwickelten Gewittern auftreten, sondern schon ab einem sehr frühen Entwicklungsstadium.“
So existieren allein in Bayern mittlerweile mehr als 100 Messstationen für Sferics. Mit Hilfe ihrer Daten konnten die Wetterprognosen wesentlich verfeinert werden.

### Biologische Wirkungen
Die durch die Wissenschaft bisher recht wenig erforschte Wirkung der Sferics auf biologische Systeme bildet ein weites Feld für Spekulationen.
Inwiefern das Auftreten von Sferics mit der Häufigkeit des Auftretens von Wetterfühligkeit, Krankheitserscheinungen, Unfallzahlen und dem Sauerwerden von Milch signifikant korreliert, wurde bis heute nicht abschließend wissenschaftlich geklärt.
Lediglich ein Zusammenhang zwischen Sferics-Aktivität und der Häufung von epileptischen Anfällen wurde in einer Studie gefunden.

### Chemische und physikalische Wirkungen
Hans Baumer beschreibt in seinem Buch eine private Forschung für den Verlag und Graphische Kunstanstalt F. Bruckmann KG in München über den Einfluss von Sferics bei 28 kHz und 10 kHz auf die Diffusionsprozesse in Photogelatine beim damals üblichen Zwölf-Farben-Druck (→ Chromgelatineverfahren, Tiefdruckverfahren – Konventionelle Ätzung und Heliogravüre).
Er konnte seine Erkenntnisse in eine Steuerung des Druckverfahrens umsetzen, die die sfericbedingte Fehlerrate bei diesem Druckverfahren nach seinen Angaben auf ein Zehntel reduzieren kann.
Des Weiteren nimmt er für sich in Anspruch, durch seine Forschungen die Funktionsweise des historischen FitzRoy’schen Sturmglases aufgeklärt zu haben.
Hauptaussage Baumers ist, dass in der Druckerzunft schon sehr lange vermutet worden war, dass die Gelatine empfindlich auf Wetter reagiert, jedoch nie eine klare Korrelation zum lokalen Wetter hergestellt werden konnte.
Er untersuchte in zahlreichen Versuchen und Messungen (z. T. mit Unterstützung der TU München) sowohl die „trivialen“ Parameter der Meteorologie (Druck, Temperatur, relative Feuchte) sowie viele weitere Parameter wie Ionengehalt usw.: seiner Meinung nach konnte nachgewiesen werden, dass diese nicht die Ursache für die beobachteten Veränderungen der Gelatineprozesse sind, z. B. durch klimatisierte, druckstabilisierte Prozessräume aus Stahlbeton.
Die extrem langwelligen Sferics würden in Frage kommen, da sich dermaßen langwellige elektromagnetische Wellen nicht durch eine normale Stahlbetonwand abschirmen lassen.
Die Verbindung zu anderen chemischen und biologischen Prozessen sah er in einer veränderten Ionendiffusionsgeschwindigkeit, die z. B. bei einer bestimmten Form der Epilepsie eine Rolle spielt.